# Festival de México
El Festival de México es un festival cultural que se celebra anulamente en la Ciudad de México. Cada año lo más destacado de la tradición y la vanguardia artística del mundo confluyen en su programación, que ha logrado posicionar este encuentro como uno de los mejores de México y Latinoamérica. Su oferta incluye presentaciones de artes escénicas, artes visuales, actividades infantiles, actividades académicas y actividades al aire libre. 

## Características
Durante 18 días, alrededor de 275 000 personas asisten aproximadamente a 280 conciertos, espectáculos y actividades educativas en más de 60 recintos como el Palacio de Bellas Artes, la Catedral Metropolitana, el Museo Nacional de Arte, el Museo Franz Mayer, el Antiguo Colegio de San Ildefonso, el zócalo capitalino y el Teatro de la Ciudad, además de otros espacios al aire libre, museos, centros culturales y plazas.
- 247 espectáculos y eventos
- 90 actividades infantiles para 30 mil niños
- 441 funciones en 64 recintos
- 928 artistas
- 19 países participantes

### Denominación
El festival, derivado de su crecimiento y de los diversos proyectos bajo los que ha sido conducido, ha cambiado de nombre en distintas ocasiones:
- Festival de Primavera de la Ciudad de México (de 1985 a 1987)
- Festival del Centro Histórico de la Ciudad de México (1988 a 2002)
- Festival de México en el Centro Histórico (2003 a 2009)
- FMX - Festival de México (2009)

Organizado por la asociación civil homónima, el Festival está regido por un Consejo Directivo, cuyos integrantes aprecian el impacto del arte y la cultura en la vida de las personas. Cuenta además con el apoyo de patrocinadores y donantes comprometidos, así como con un equipo organizador, un consejo técnico integrado por personalidades de la cultura y política del país, y comités de curadores expertos de primera línea.

## Historia
El Festival se fundó en 1985 como parte de una estrategia de rehabilitación y revitalización del Centro Histórico de la Ciudad de México, que tenía como principal objetivo aumentar el flujo de visitantes, mostrar sus maravillas arquitectónicas, culturales y artísticas y generar un imagen positiva de esta zona de la ciudad, entonces deteriorada y abandonada. En la actualidad, además de que el Festival sigue contribuyendo a que miles de personas visiten dicho centro, algunas actividades se programan en otras zonas de la ciudad.

## Secciones
Entre las secciones del Festival cabe destacar la ópera, la música, el teatro, la danza, los ciclos y foros. Pero además proyectos continuos con trayectoria propia como son:
- Aural, antes Radar (espacio de exploración sonora)
- Radical Mestizo (música que se alimenta de distintas tradiciones con alto contenido étnico cultural)
- Animasivo (foro de animación contemporánea)
- Cinema Global (cine de varias latitudes)

así como el de restauración de obras pictóricas y el coro de los Niños Cantores del Centro Histórico (proyecto de integración social de niños a través de la educación musical gratuita fundado en 1998).

## Artistas que ha presentado
Por orden alfabético, estos son algunos de los artistas más destacados que han participado en el Festival: Aterciopelados, Luis Eduardo Aute, Jean Baudrillard, Maurice Béjart, Rubén Blades, Goran Bregović, Peter Brötzmann, Café Tacuba, Claude Bolling, Cuarteto Arditti, Anthony Braxton, Peter Brook, Manu Chao, J.M. Coetzee, Chambao, Chick Corea, Georg Crumb, Diego El Cigala, Lila Downs, Norman Foster, Fred Frith, Gabriel García Márquez, Juan Goytisolo, Herbie Hancock, Alejandro Jodorowsky, Bill T. Jones, La La La Human Steps, Ute Lemper, Robert Lepage, Bobby McFerrin, Catherine Malfitano, Wynton Marsalis, Pat Metheny, Enrique Morente, Yossou N’Dour, Ojos de Brujo, Evan Parker, Hermeto Pascoal, Octavio Paz, Roland Petit, Michel Petrucciani, Miguel Ríos, Gonzalo Rojas, José Saramago, Fernando Savater, Sidestepper, Patti Smith, Susan Sontag, George Steiner, Paul Taylor, Tero Saarinen Company, Yann Tiersen, Víctor Ullate, Shen Wei, Robert Wilson, Yo Yo Ma, y John Zorn.

## Directores del Festival
- Francesca Saldivar
- Roberto Vázquez
- José Areán
- José Wolffer